# Malwarebytes
Malwarebytes (раніше Malwarebytes Anti-Malware — MBAM) — програма, яка знаходить і видаляє шкідливі програми. Виробляється корпорацією Malwarebytes inc., була випущена у січні 2008 року. Вона доступна у вигляді безкоштовної версії, яка шукає і видаляє шкідливі програми з ручного запуску, і платної версії, яка забезпечує сканування за розкладом, захист в реальному часі і сканування флеш-накопичувачів.
MBAM задумувалася, щоб виявляти шкідливі програми, які інші антивіруси і антишпигуни, в основному, не визначають, включаючи програми, що крадуть конфіденційну інформацію, рекламні і шпигунські. Однак, програма дозволяє виявляти, поміщати в карантин і видаляти трояни і черв'яки. Як сказано вище, програма доступна в безкоштовному варіанті з неповним функціоналом, але також можна придбати повну версію програми. Безкоштовна версія має функції швидкого сканування і повного сканування всіх дисків. У платній версії доступно миттєве сканування оперативної пам'яті і об'єктів автозапуску, доданий модуль, який знаходиться в оперативній пам'яті і сканує об'єкти безпосередньо при зверненні до них.

## Системні вимоги
- Windows 11, Windows 10, Windows 8.1, Windows 8, Windows 7 (32-bit, 64-bit)
- 4GB оперативної пам'яті (рекомендовано 8GB)
- 1GB вільного простору на жорсткому диску